# Ádhar Narsé
Ádhar Narsé (v řecko-římských pramenech uváděný jako Adarnarsés) byl perský velkokrál z rodu Sásánovců vládnoucí krátce roku 309. Jeho otcem byl král Hormizd II. (vládl 302–309), bratrem král Šápúr II., nejvýznamnější panovník Persie ve 4. století.
Ádhar Narsé nastoupil na trůn ihned po smrti svého otce, záhy si však znepřátelil perské velmože a byl zabit. V tradici zmiňovaný důvod – králova přehnaná krutost – může odpovídat realitě, může ale být i pozdější propagandou těch, kteří dosadili k moci Šápúra II. Pokud jde o délku Ádhar Narséovy vlády, přijímá se někdy údaj Firdausího o čtyřiceti dnech, i když básník jej nevztahuje na krále, ale na údajné interregnum mezi vládami králů Narsého a Šápúra II.